# Sevada al-Djahapi
Sawada al-Jahhafí (àrab: سوادة الجحافي, Sawāda al-Jaḥḥāfī) fou successor d'Abd al-Malik ben Djahap com a emir qaysita de Manazkert vers el 820.
Vers el 821 o 822 ja apareix saquejant diverses parts d'Armènia i especialment a Siunia on es va establir a la fortalesa de Shalat, al districte de Dzoluk. Aquí governava Vasaces Bagratuní (vers 780-vers 822), en disputa amb una dinastia anterior. Vasaces, expulsat per Sevada, va cridar en ajut seu el cap khurràmita Babek, al qui va donar la seva filla en matrimoni. La mort poc després de Vasaces va deixar Siunia a Babek. El poble es va revoltar i Babek va aplanar la rebel·lió amb crueltat, però atacat per arreu va evacuar el país que fou recuperar pels fills de Vasaces, Felip (Pilipos) i Isaac que es van repartir el primer la part oriental i del sud (districtes de Vaiots Dzor i Balq o Shusha) i el segon l'occidental (el Gelarquniq) és a dir la costa oest i sud-oest del llac Sevan, amb capital a Khoth.
Vers el 826 Sevada, que era a Khelat, es va sotmetre al governador (ostikan) de Dvin, Khalid ben Yazid ben Maziyad però el 830 es va rebel·lar de nou amb ajut de Simbaci VIII Bagratuní i d'Isaac de la Siunia Occidental. El patriarca armeni David II va intentar fer de mediador. Khalid i els seus homes van xocar amb Sevada i els seus aliats a la vora del riu Hrazdan o Zenga (riu Erevan) prop de Kavakert, batalla en la qual va morir Isaac de Siunia, i Sevada i Simbaci van fugir. Tot i així el fill d'Isaac, Grigor-Supan I, va succeir al pare sense més problema (826-851). El governador va tornar a Dvin en triomf.
Sevada deixa de ser esmentat després del 832 i per aquestes dates cal situar la seva mort. El successors qaisítes de Sevada seran emirs de poca importància, destacant únicament Djahap II ben Sevada i Ablhert.